# Rezervația naturală Baurci
Baurci este o rezervație naturală silvică în raionul Cahul, Republica Moldova. Este amplasată la sud de satul Baurci-Moldoveni, ocolul silvic Larga, Români, parcela 25, subparcelele 1, 9; parcela 36, subparcelele 1, 2, 4; parcela 37, subparcela 4. Are o suprafață de 93,1 ha. Obiectul este administrat de Gospodăria Silvică de Stat Cahul.

## Galerie de imagini

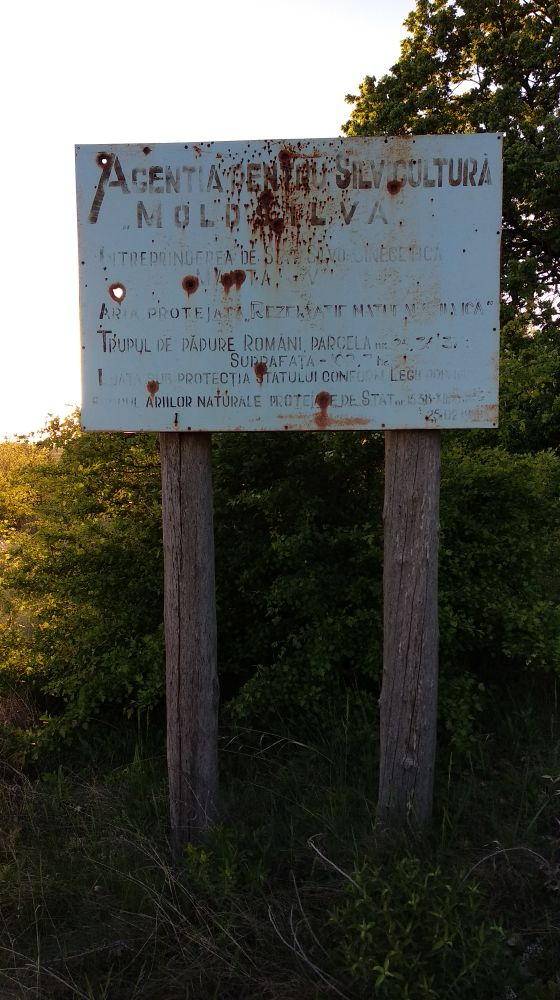
Panou informativ
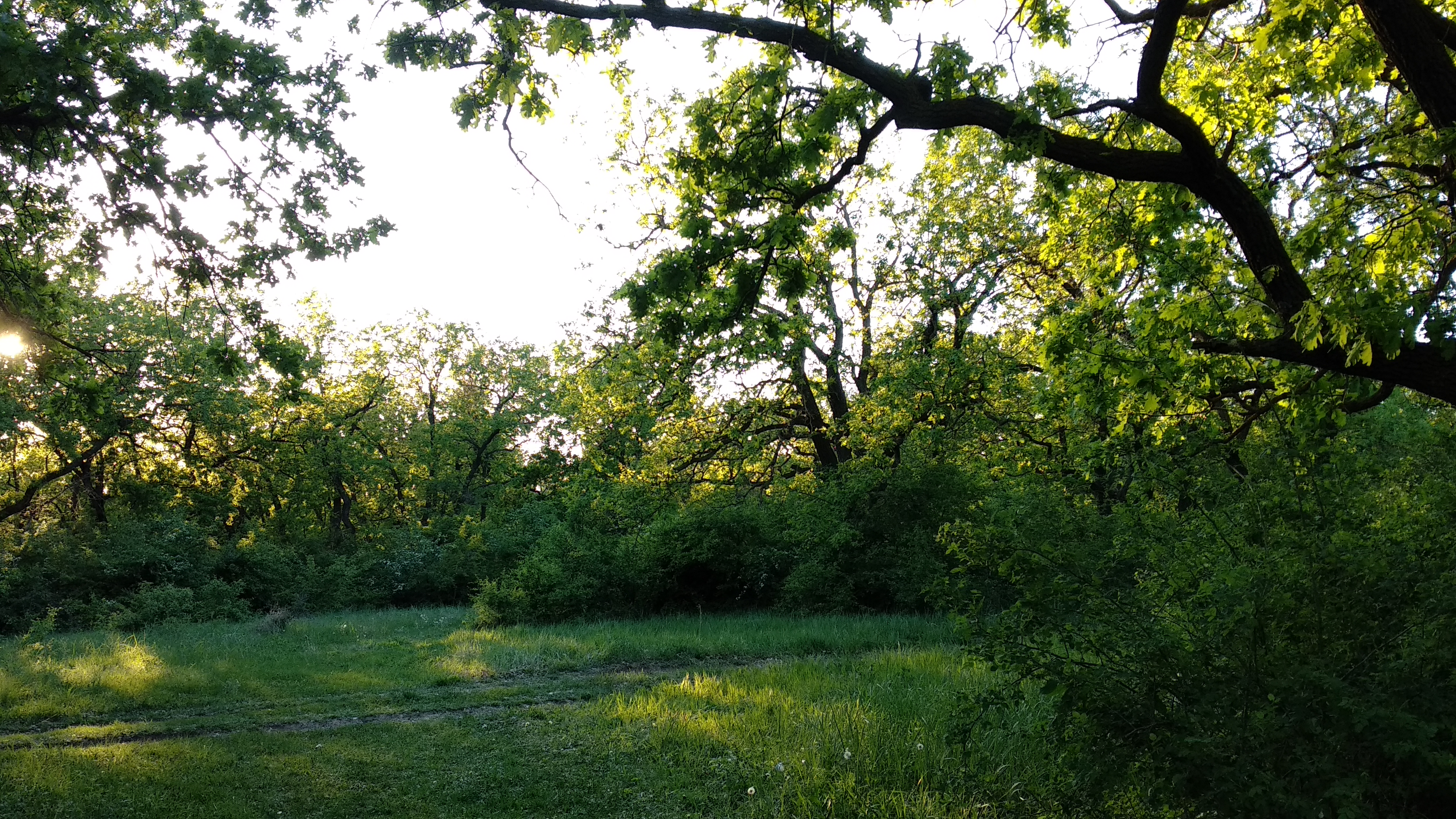
Poiană